# Дзялоша (герб)
Дзялоша (пол. Działosza, Dzyaloscha, Działoszyn) — шляхетський герб польського походження, яким користувалось понад 60 шляхетських родів Білорусі, України, Литви і Польщі.

## Опис герба
У червленому полі зображений щит, що розділений надвоє вертикально. Зліва на щиту зображений срібний оленячий ріг з чотирма гілками, з правого боку - чорне коршунове крило.
На шоломі над короною зображено три страусових пера.

## Історія
Герб відомий з початку 14 століття, у Великому князівстві Литовському, Руському та Жемайтійському — після Городельськой унії 1413 року.
Перші згадки про герб виходять з Х ст. Появу цього герба пов'язують з часами правління князів Болеслава III Кривоустого в Польщі та Володимира II Мономаха в Україні.
Цей герб зображений серед інших гербів Речі Посполитої в Гербовнику Золотого Руна (Armorial équestre de la Toison d'or et de l'Europe) 1433—1435 рр.
Також герб описується в переліку гербів Королівства Польського історика Яна Длугоша в 1464—1480 р, як один з 71 найстаріших шляхетських гербів. 
Після підписання Городельської унії 1413 — угоди між Польським королем Владиславом ІІ Ягайлом та Великим князем Литовським, Руським та Жемайтійським Вітовтом деякі українські, литовські та білоруські бояри набували права мати свій родовий герб і зрівнювались у достоїнствах і правах з польською шляхтою.
Так, відповідно до Городельської унії польський шляхтич, власник цього герба, передавав литовсько-руському боярину на ім'я Волочко (Wołoczko) (історики вважають, що це одна і та ж особа, що й пізніший підкоморій львівський Петро Волчко Рокутович (Piotr Wołczko Rokutowicz)) право користуватись гербом Дзялоша. 	
Пізніше інші українські шляхетські роди також отримали право на цей герб.

## Гербовий рід
69 сімей користувалося даним гербом:
Aytminowicz, Bolko, Bredicki, Burzkowski, Ceren, Chincza, Chyńcza, Cyryna, Dobrzański, Dogel, Dogiel, Dowgiałło, Dowgiało, Dowgiełło, Działosza, Dziatkowicz, Dzielnicki, Ejnarowicz, Ejtmin, Ejtminowicz, Ejtutowicz, Eytmin, Eytminowicz, Eytutowicz, Eytypowicz, Ginc, Gincyk, Ginizów, Hejncz, Hennes, Hincz, Hincza, Hink, Hinnes, Hińcza, Hynek, Jancewicz, Janiewicz, Jastronicki, Jastroniski, Kasperowicz, Kintort, Kokołusza, Kokotowicz, Kokułowicz, Kokutowicz, Kopiatkiewicz, Kromża, Kukułkowicz, Laudgin, Nadobny, Pietkiewicz, Pietkowicz, Piotkiewicz, Ratuld, Ratułkowski, Ratułt, Rogowski, Rokatowicz, Rokutowicz, Rokuzowski, Rudakowski, Stancewicz, Stanczewicz, Szybiński, Tułowski, Wołczan, Wołczek , Wołczko